# Брајан Тајри Хенри
Брајан Тајри Хенри (енгл. Brian Tyree Henry; Фејетвил, 31. март 1982) амерички је глумац. Познат је по својој улози као Алфред Мајлс у драмедијској серији FX-а, Атланта (2016—данас), за коју је добио номинацију за награду Еми за ударне термине за најбољег споредног глумца у хумористичкој серији. Такође је познат по својим наступима у серијама Царство порока, Како се извући са убиством и То смо ми.
Хенри је направио свој филмски пробој 2018. године, са главним улогама у пљачкашком филму Удовице, љубавно-драмском филму Шапат улице и анимираном суперхеројском филму Спајдермен: Нови свет. Такође се појавио у филмовима Џокер (2019), Годзила против Конга (2021), Жена на прозору (2021) и Вечни (2021).

## Филмографија

### Филм
| Година | Српски назив                           | Изворни назив | Улога                       | Напомене |
| ------ | -------------------------------------- | ------------- | --------------------------- | -------- |
| 2015.  | Н/Д                                    |               | Спенсер                     |          |
| 2017.  | Н/Д                                    |               | Мајк                        |          |
| 2017.  | Н/Д                                    |               | Масап                       |          |
| 2018.  | Н/Д                                    |               | Бенџи                       |          |
| 2018.  | Н/Д                                    |               | Пит                         |          |
| 2018.  | Н/Д                                    |               | Хонолулу/Лев                |          |
| 2018.  | Млади гангстер                         |               | полицајац Мел „Роуч” Џексон |          |
| 2018.  | Удовице                                |               | Џамал Манинг                |          |
| 2018.  | Шапат улице                            |               | Данијел Карти               |          |
| 2018.  | Спајдермен: Нови свет                  |               | Џеферсон Дејвис (глас)      |          |
| 2019.  | Н/Д                                    |               | Гарет Радклиф               |          |
| 2019.  | Дечије игре                            |               | детектив Мајк Норис         |          |
| 2019.  | Џокер                                  |               | Карл                        |          |
| 2020.  | Н/Д                                    |               | Чарлс Јанг                  |          |
| 2020.  | Н/Д                                    |               | Дени Карузо                 |          |
| 2021.  | Годзила против Конга                   |               | Берни Хејз                  |          |
| 2021.  | Жена на прозору                        |               | детектив Литл               |          |
| 2021.  | Виво                                   |               | Данкарино (глас)            |          |
| 2021.  | Вечни                                  |               | Фастос                      |          |
| 2022.  | Брзина метка                           |               | Лимун                       |          |
| 2023.  | Спајдермен: Путовање кроз спајдер-свет |               | Џеферсон Дејвис (глас)      |          |
| 2024.  | Трансформерси: Почетак                 |               | Д-16 / Мегатрон (глас)      |          |

### Телевизија
| Година     | Српски назив               | Изворни назив | Улога                          | Напомене                            |
| ---------- | -------------------------- | ------------- | ------------------------------ | ----------------------------------- |
| 2009.      | Ред и закон                |               | Бен                            | епизода: „Достојанство”             |
| 2010.      | Добра жена                 |               | Рандал Симонс                  | епизода: „Двострука опасност”       |
| 2013.      | Царство порока             |               | Винстон                        | 2 episodes                          |
| 2014.      | Хирург                     |               | Ларкин                         | епизода: „Заузета бува”             |
| 2016—22    | Антланта                   |               | Алфред Мајлс                   | 21. епизода                         |
| 2016—17.   | Заменици директора         |               | Дашијус Браун                  | 3 епизоде                           |
| 2017.      | Како се извући са убиством |               | јавни правобранилац            | епизода: „Иди и плачи негде другде” |
| 2017.      | То смо ми                  |               | Рики                           | епизода: „Мемфис”                   |
| 2017.      | Н/Д                        |               | себе                           | 1. сезона: 9. епизода               |
| 2018.      | Боџек Хорсман              |               | Купер Волас Млађи/Стриб (глас) | епизода: „Прича о Амелији Ерхарт”   |
| 2018.      | Соба 104                   |               | Арнолд                         | епизода: „Арнолд”                   |
| 2018—19.   | Н/Д                        |               | себе / Бери Горди              | 2. епизоде                          |
| 2021—данас | Н/Д                        |               | Армандо (глас)                 | 9 епизода                           |

### Позориште
| Година | Српски назив   | Изворни назив | Улога              | Место одржавања    | Напомена |
| ------ | -------------- | ------------- | ------------------ | ------------------ | -------- |
| 2007.  | Ромео и Јулија |               | Тибалдо            | Шекспир ин д парк  |          |
| 2007.  | Н/Д            |               | Ошуси              | Д паблик театар    |          |
| 2009.  | Н/Д            |               | Егунгун            | Д паблик театар    |          |
| 2009.  | Н/Д            |               | Ошуси Сајз / Терел | Д паблик театар    |          |
| 2011.  | Н/Д            |               | генерал            | Јуџин О’Нил театар |          |
| 2014.  | Н/Д            |               | Роберт Вулфолд     | Д паблик театар    |          |
| 2018.  | Н/Д            |               | Вилијам            | Хелен Хејз театар  |          |